# Energetsko piće
Energetsko piće ili energetski napitak je vrsta bezalkoholnog pića koje trenutno povećava količinu energije u organizmu stimulansima i vitaminima koje sadrži. Osim energije, energetski napitci nakratko povećavaju i umne i kognitivne sposobnosti te budnost i tjelesnu izdržljivost, no ne bez štetnih posljedica po tijelo.
Prosječno energetsko piće sadrži triput više kofeina od Coca-Cole, što također pridonosi osjećaju trenutne budnosti. Neki energetski napitci sadrže i šećer, no neki ga proizvođači zamjenjuju sladilima. Gotovo uvijek sadržavaju gaziranu vodu, vitamin B, taurin te pojedine biljke u tragovima.
Unos energetskog pića u kombinaciji s kofeinom može dovesti do aritmije ili srčanog udara, često uz smrtni ishod.
Najpoznatije marke energetska pića su Red Bull, Monster Energy i Hell Energy.